# Rolf Merkle
Rolf Merkle (* 1952; † 2019) war ein deutscher Psychologe und Psychotherapeut. Er verfasste zahlreiche Selbsthilfe-Bücher.

## Leben
Nach dem Studium der Psychologie arbeitete Merkle zwei Jahre als Diplompsychologe in einer Klinik für Alkoholabhängige. Während dieser Zeit durchlief er mehrere therapeutische Ausbildungen (Verhaltenstherapie, Gesprächstherapie, Rational-Emotive Therapie). Danach ging er für sechs Monate in die USA, um sich an der Universität von Kentucky weiterzubilden. Im Anschluss daran eröffnete er mit seiner Partnerin und Kollegin Doris Wolf eine psychotherapeutische Praxis in Mannheim. Er promovierte 1988 mit einer Arbeit über Bibliotherapie: der Einfluss des therapiebegleitenden Lesens auf das emotionale Befinden bei ambulant behandelten Patienten.
Rolf Merkle schrieb eine Reihe von Ratgeber-Büchern, in denen er Strategien und Hilfestellungen weitergibt, die sich in seiner Praxis bewährt haben. Seine Ratgeber beruhen auf den Methoden der kognitiven Verhaltenstherapie. Seine Bücher wurden in zehn Sprachen übersetzt und sind Bestseller, insbesondere der jährlich erscheinende Lebensfreude-Kalender.

## Publikationen (Auswahl)
- mit Doris Wolf: Gefühle verstehen, Probleme bewältigen. 33. Auflage. PAL, Mannheim 2017, ISBN 978-3-923614-18-9.
- mit Doris Wolf: So überwinden Sie Prüfungsängste. 13. Auflage. PAL, Mannheim 2017, ISBN 978-3-923614-36-3.
- So gewinnen Sie mehr Selbstvertrauen. 32. Auflage. PAL, Mannheim 2017, ISBN 978-3-923614-34-9.
- Eifersucht. 23. Auflage. PAL, Mannheim 2017, ISBN 978-3-923614-24-0.
- Lass Dir nicht alles gefallen. 24. Auflage. PAL, Mannheim 2016, ISBN 978-3-923614-35-6.
- Wenn das Leben zur Last wird. 22. Auflage. PAL, Mannheim 2017, ISBN 978-3-923614-47-9.